# Sielsowiet iwanowski (rejon rylski)
Sielsowiet iwanowski (ros. Ивановский сельсовет) – jednostka administracyjna wchodząca w skład rejonu rylskiego w оbwodzie kurskim w Rosji.
Centrum administracyjnym sielsowietu jest sieło Iwanowskoje.

## Geografia
Powierzchnia sielsowietu wynosi 171,71 km².

## Historia
Status i granice sielsowietu zostały określone ustawami z 2004 i z 2010 roku.

## Demografia
W 2017 roku sielsowiet zamieszkiwało 3996 mieszkańców.

## Miejscowości
W skład sielsowietu wchodzą miejscowości: Iwanowskoje, Baraszek, Wielje, Zielenino, Zieleninskij, Zielonyj Gaj, Marjino, Muchin Prud, Uczitielskij.